# 达斯汀·希格斯
达斯汀·约翰·希格斯（英語：Dustin John Higgs，1972年3月10日—2021年1月16日）是美国一名被联邦政府执行死刑的男子，他因在1996年1月在马里兰州参与谋杀三名妇女而被判处死刑。在这起谋杀案中，19岁的塔米卡·布莱克（Tamika Black）、21岁的坦姬·杰克逊（Tanji Jackson）和23岁的秦恩（Mishann Chinn）在马里兰州乔治王子县帕图森特研究保护区的野生动物研究中心附近被枪杀。由于谋杀案的发生地帕图森特研究保护区属于美国联邦政府所有，故而希格斯是被联邦政府而不是被马里兰州州政府起诉。有关这起案件以及对希格斯的定罪和处刑在美国都引发了多重争议。
围绕希格斯案件的主要争议在于达斯汀·希格斯并没有亲自杀死案件中三个受害者中的任何一个。亲自开枪并致三名受害者死亡的威利斯·马克·海恩斯（Willis Mark Haynes）被判处终身监禁并不得假释，另再判处45年有期徒刑；而在海恩斯开枪的时候，希格斯一直呆在车内却被判处死刑。控方声称，尽管希格斯没有亲手杀害任何被害者，但他是这个犯罪团伙的头目，是他命令海恩斯杀害被害者并威胁了海恩斯。而希格斯及他的辩护团队却一直辩称希格斯是无辜的，认为他虽然参与了这起谋杀案但却只是目击者，并说他是被海恩斯及另外一名证人维克托·格洛里亚（Victor Gloria）所陷害。2012年，海恩斯在一份宣誓陈述书中声称希格斯并没有强迫或威胁自己去杀害任何受害者。
尽管希格斯的律师和他的儿子（在希格斯入狱后出生）都呼吁对希格斯宽大处理，但他还是在2021年1月16日执行了注射死刑；这是特朗普政府时代第13名也是最后一名被执行死刑的囚犯。特朗普这一波的死刑执行令意味着中断了17年的美国联邦死刑暂停已经恢复了。

## 个人生活
达斯汀·约翰·希格斯于1972年3月10日出生于纽约州的波基普西市，他是阿方索·希格斯（Alfonso Higgs）和玛莉莲·本内特（Marilyn M. Bennett）的孩子。据报道，阿方索在家庭内经常羞辱其他家庭成员，并且市场毒打玛莉莲和达斯汀，同时阿方索还是一名毒贩，他因此忽视了对家庭其他成员的关心。在达斯汀8岁时，母亲玛莉莲被诊断出罹患癌症并于1982年辞世；玛莉莲过世时，达斯汀年仅10岁。依据达斯汀的朋友及认识他的人报告说，达斯汀在母亲去世后，他的性情发生了重大变化。1991年，达斯汀搬家到了马里兰州的月桂树市。
在达斯汀·希格斯有一个儿子，在他被捕后不久出生。

## 犯罪生涯

### 谋杀案
1996年1月26日的星期五晚上，达斯汀·希格斯、威利斯·海恩斯和维克托·格洛里亚驾车从希格斯位于马里兰州月桂树市前往华盛顿特区，去接塔米卡·布莱克、坦姬·杰克逊和秦恩等人。男生和女生们中的每个人都被安排好了约会，大家都同意见面并一起出去游玩。他们当中的六个人搭乘希格斯的蓝色马自达MPV回到希格斯的公寓，然后一起吸食大麻、喝酒和听音乐。聚会一直持续到1月27日的凌晨。
在聚会的某个时候，争吵爆发了，女生们离开了公寓。随后，希格斯、海恩斯和格洛里亚也驾车追了上去。当时由希格斯负责开车，海恩斯坐在副驾驶席，而格洛里亚则坐在后排乘客席。希格斯追上女生们后将车停在路旁，他表示愿意开车送女生们回家，而女生们也很乐意接受了这个邀请。女生们上车后，希格斯开车驶离月桂树市。根据该地区附近的住户报告，凌晨的时候他们听到了三个女孩的谈笑声。
希格斯沿着国道将车开到了帕图森特研究保护区并在帕图森特野生动物研究中心附近让女生们下了车。而随着女生们下车，海恩斯也下车跟了上去。随后，海恩斯用他的银色.38口径的手枪对三个女生进行了致命射击，然后回到车上并紧紧地关上了车门。这把手枪被海恩斯丢弃在安那考斯迪亚河。1月27日清晨，一名路过的驾车者发现了三个女生的尸体并随后报告给了公园警方。在现场发现了杰克逊的日程安排表，并在上面找到了希格斯的昵称和电话号码。根据负责此案的法医介绍，杰克逊和布莱克分别在胸部和背部被各击中一枪，而秦则被直接击中了头部后方。

### 毒品案
这起谋杀案悬而未决将近三年，而达斯汀·希格斯于1996年3月在他的公寓里被首次问及该谋杀案。希格斯承认他认识杰克逊，并在杰克逊去世的前一晚与她交谈。希格斯后来因一起与本案不相关的银行欺诈案被警方逮捕，警方随后还搜查了他的公寓。警方在他的公寓里搜出了可卡因和枪械。于是希格斯因与本案无关的联邦毒品指控被正式批捕；1997年5月12日，希格斯对意图散布可卡因的罪名表示认罪。他因这项罪名被判处在联邦监狱服刑17年，此后便一直被监禁。

## 审判过程
1998年10月，威利斯·海恩斯和维克托·格洛里亚因与谋杀案无关的毒品罪名被逮捕。在审讯过程中，警方获得了更多有关当年谋杀案的细节。12月21日，达斯汀·希格斯和威利斯·海恩斯因谋杀罪被联邦大陪审团起诉。此时希格斯正因为17年有期徒刑而遭监禁中。
希格斯和海恩斯于2000年分别被起诉并接受庭审。格洛里亚对自己的谋杀帮凶罪名认罪，并以提供对希格斯及海恩斯的不利证词为条件交换到控方7年的有期徒刑。格洛里亚的证词是希格斯案中最主要的强力证据。

### 检方意见
检方对本案的看法是，希格斯于1月26日同坦姬·杰克逊在他的公寓里发生了争执。据说当时杰克逊拒绝了希格斯对她的性挑逗，并从厨房拿了一把刀来威胁希格斯。在这次争执结束后，女生们愤怒地离开了希格斯的公寓。根据格洛里亚的说法，杰克逊在离开时对希格斯发出了某种威胁。而当女生们离开的时候，希格斯看到杰克逊似乎记下了他的车牌号码。格洛里亚认为这个举动激怒了希格斯，因为希格斯担心杰克逊认识的人可能会报复自己。
然后希格斯等人也离开了公寓，他们开着车跟在女生们后面。他们停下车，说希望开车送女生们返回华盛顿特区的家。检方承认女生们没有被强迫进入车内或强行被带走。不过希格斯并没有按照正确的路线将女生们送回华盛顿特区，而是将车开到了帕图森特研究保护区。希格斯将车停在一个偏僻的地方并要求女生们下车。检方询问这些女生是否将被迫步行返回住处时，希格斯表示“差不多是这样”。当女生们下车后，希格斯将一把手枪交给海恩斯。根据海恩斯的证词，希格斯随后对他说“最好确保她们都死了”。海恩斯下车后，格洛里亚听到了枪声。格洛里亚目睹海恩斯枪杀了其中一名女生。当这些女生都被杀死并将枪支销毁后，希格斯、海恩斯及格洛里亚又开车回到了希格斯的公寓。格洛里亚后来被送到一家快餐店，他被警告要闭嘴。

### 辩方意见
辩护律师就达斯汀·希格斯的杀人动机提出质疑，认为希格斯为避免坦姬·杰克逊在拒绝他的性挑逗之后可能会联系其认识的人对希格斯进行报复而将杰克逊等人杀害的理由过于牵强。辩护律师表示，女生们在聚会结束后愿意搭乘希格斯的车回家和杰克逊对希格斯非常生气并想要报复的说法自行矛盾。辩方声称，杰克逊等人被杀害的真正原因在于她们欠了威利斯·海恩斯及其同伙一笔毒资。根据查尔斯县拘留中心两名囚犯的说法，海恩斯曾经对他们宣称自己才是这起谋杀案的主使者。其中一名囚犯更是表示，与其说海恩斯是希格斯的手下不如说他是希格斯的搭档。他说，受害人欠海恩斯毒资，海恩斯“不得不杀掉”其中一个女生，因为她一直在试图陷害海恩斯。
辩护律师更是表示，他们是在翻阅海恩斯的审判记录时才知道有目击证人在场，但当时希格斯已经被判处死刑。而在陪审团看来，这些证据虽然将同样使得希格斯和海恩斯一样有罪，但是检方未能披露这些证据则在程序上违反了布雷迪公开规则。同时根据辩方的说法，威利斯·海恩斯和维克托·格洛里亚都曾反复更改他们的证词供述，海恩斯就在2012年的一份宣誓陈述书中供述自己并未受到希格斯的强迫或威胁，而检方也在希格斯的审判中承认了这一点。

### 最终裁决
最终，达斯汀·希格斯和威利斯·海恩斯都被裁定谋杀罪名成立。2000年8月24日，海恩斯被判决终身监禁且不得假释，并处45年有期徒刑。根据主审法官的说法，他没有看到海恩斯对杀害他人表示忏悔。目前海恩斯被关押在博蒙特美国监狱，他的美国联邦监狱局的注册编号为#35389-037。同年10月26日，希格斯被判处死刑。他是马里兰州首位在联邦司法系统里被判处死刑的罪犯。随后，希格斯被关押在特雷霍特美国监狱。11月22日，维克托·格洛里亚被判处在联邦监狱服刑84个月。目前他已于2006年2月4日获释，累积服刑5年零2个月。格洛里亚在联邦监狱局的注册编号为#35417-037。

### 判决争议
对于希格斯案有诸多争议。首先，达斯汀·希格斯并没有亲手开枪射击或枪杀任何一名受害者，但他依然被判处了死刑。其次，有关希格斯的裁决都主要建立在海恩斯和格洛里亚的证词上，而他俩不仅与检方达成了控辩交易而且在审判过程中多次改变自己的证词。同时，由于案件发生在联邦所属的土地上而导致情况更加复杂。本案发生地如果发生在距离帕图森特研究保护区更远的地方，那么希格斯就将接受马里兰州司法系统的审判。但事实上，希格斯最终是接受联邦政府的审判。如果希格斯是接受马里兰州的审判，那么希格斯是不会被判处死刑的。马里兰州在2013年废除了死刑，所有死刑犯都改判为终身监禁且不得假释。若希格斯在马里兰州司法系统接受审判，那么他有很大几率不会被判处死刑，而会因为谋杀罪而获得另一个判决。即便希格斯在马里兰州也被判处了死刑，只要他在马里兰州废除死刑前没有被执行死刑，他也可以在此后被无条件改判为终身监禁且不得假释。

## 死刑执行
针对达斯汀·希格斯的死刑执行是极具争议的，其中部分原因在于这次执行是在特朗普总统正处于跛脚鸭执政时期。并且在几周前的一次测试中，希格斯被检查出COVID-19阳性。希格斯的辩护律师提出了这样的担忧，新冠肺炎会对希格斯的肺部造成严重损害，这将使他在被执行死刑时“有一种类似溺水的窒息感”。2021年1月12日，联邦法院的裁决让这次执行被推迟。但在1月15日的晚些时候，美国联邦最高法院以“六比三”的结果裁定死刑继续执行。2021年1月16日凌晨1点23分，达斯汀·希格斯在印第安纳州的特雷霍特美国监狱被以注射戊巴比妥的方式执行死刑。希格斯的最后一句话是“我想说我是一个无辜的人，我没有下令谋杀。”同时，他还提到了谋杀案中三名被害者的姓名。在继分别于1月13日和14日被执行死刑的丽萨·玛丽·蒙哥马利和科里·约翰逊（Corey Johnson）之后，达斯汀·希格斯成为美国联邦政府在2021年1月里处决的第3名也是最后一名死刑犯。